# Felsztyński
Felsztyński – polski herb szlachecki, odmiana herbu szlacheckiego Nałęcz, z nobilitacji.

## Opis herbu
W polu czerwonym pomłość srebrna.
Klejnot: Trzy pióra pawie.
Labry: Czerwone, podbite srebrem.

## Najwcześniejsze wzmianki
Nadany w 1780 w guberni kijowskiej.

## Herbowni
Felsztyński.